# Campeonato Juvenil de la AFC 1976
El Campeonato Juvenil de la AFC 1976 se jugó en Bangkok, Tailandia del 20 de abril al 8 de mayo y contó con la participación de 16 selecciones juveniles de Asia.
Por tercera edición consecutiva la final quedó empatada y los finalistas fueron declarados campeones del torneo, en este caso fueron Irán y Corea del Norte.

## Participantes
| - Brunéi - Birmania - China - Hong Kong - India - Indonesia - Irán - Irak | - Japón - Kuwait - Malasia - Corea del Norte - Singapur - Corea del Sur - Sri Lanka - Tailandia (anfitrión) |

## Fase de grupos

### Grupo A
| País          | J | G | E | P | GF | GC | GD | Pts |
| ------------- | - | - | - | - | -- | -- | -- | --- |
| Irán          | 3 | 3 | 0 | 0 | 5  | 0  | +5 | 6   |
| Corea del Sur | 3 | 1 | 1 | 1 | 5  | 2  | +3 | 3   |
| India         | 3 | 1 | 1 | 1 | 4  | 3  | +1 | 3   |
| Malasia       | 3 | 0 | 0 | 3 | 0  | 9  | –9 | 0   |

| 21 abril | Corea del Sur | 4–0 | Malasia       |
| 23 abril | Irán          | 2–0 | India         |
| 25 abril | Malasia       | 0-2 | Irán          |
| 26 abril | India         | 1–1 | Corea del Sur |
| 29 abril | India         | 3–0 | Malasia       |
|          | Irán          | 1–0 | Corea del Sur |

### Grupo B
| País      | J | G | E | P | GF | GC | GD | Pts |
| --------- | - | - | - | - | -- | -- | -- | --- |
| Indonesia | 3 | 1 | 2 | 0 | 5  | 2  | +3 | 4   |
| China     | 3 | 1 | 2 | 0 | 7  | 5  | +2 | 4   |
| Kuwait    | 3 | 0 | 3 | 0 | 6  | 6  | 0  | 3   |
| Singapur  | 3 | 0 | 1 | 2 | 3  | 8  | –5 | 1   |

| 22 abril | China     | 1–1 | Indonesia |
|          | Kuwait    | 2–2 | Singapur  |
| 24 abril | Singapur  | 1-3 | China     |
| 25 abril | Kuwait    | 1–1 | Indonesia |
| 27 abril | Indonesia | 3–0 | Singapur  |
|          | China     | 3–3 | Kuwait    |

### Grupo C
| País            | J                  | G                  | E                  | P                  | GF                 | GC                 | GD                 | Pts                |
| --------------- | ------------------ | ------------------ | ------------------ | ------------------ | ------------------ | ------------------ | ------------------ | ------------------ |
| Corea del Norte | 2                  | 0                  | 2                  | 0                  | 2                  | 2                  | 0                  | 2                  |
| Japón           | 2                  | 0                  | 2                  | 0                  | 1                  | 1                  | 0                  | 2                  |
| Tailandia       | 2                  | 0                  | 2                  | 0                  | 1                  | 1                  | 0                  | 2                  |
| Brunéi          | Abandonó el Torneo | Abandonó el Torneo | Abandonó el Torneo | Abandonó el Torneo | Abandonó el Torneo | Abandonó el Torneo | Abandonó el Torneo | Abandonó el Torneo |

| 20 abril | variante        | 0–0 | Japón           |
| 23 abril | Japón           | 1–1 | Corea del Norte |
| 26 abril | Corea del Norte | 1–1 | Tailandia       |

#### Ronda de Desempate
| País            | J | G | E | P | GF | GC | GD | Pts |
| --------------- | - | - | - | - | -- | -- | -- | --- |
| Tailandia       | 2 | 1 | 0 | 1 | 3  | 2  | +1 | 2   |
| Corea del Norte | 2 | 1 | 0 | 1 | 2  | 1  | +1 | 2   |
| Japón           | 2 | 1 | 0 | 1 | 1  | 3  | –2 | 2   |

| 28 abril    | Japón           | 1-0 | Corea del Norte |
| 30 de abril | Tailandia       | 3–0 | Japón           |
| 2 de mayo   | Corea del Norte | 2–0 | Tailandia       |

### Grupo D
| País      | J | G | E | P | GF | GC | GD  | Pts |
| --------- | - | - | - | - | -- | -- | --- | --- |
| Irak      | 3 | 3 | 0 | 0 | 12 | 0  | +12 | 6   |
| Birmania  | 3 | 2 | 0 | 1 | 11 | 2  | +9  | 4   |
| Hong Kong | 3 | 1 | 0 | 2 | 2  | 11 | –9  | 2   |
| Sri Lanka | 3 | 0 | 0 | 3 | 1  | 13 | –12 | 0   |

| 21 abril | Irak      | 5–0 | Sri Lanka |
|          | Birmania  | 5–0 | Hong Kong |
| 24 abril | Sri Lanka | 1-6 | Birmania  |
|          | Hong Kong | 0–5 | Irak      |
| 27 abril | Sri Lanka | 1-2 | Hong Kong |
| 28 abril | Birmania  | 0–2 | Irak      |

## Fase final

### Cuartos de final
| Equipo 1        | Resultado   | Equipo 2      |
| --------------- | ----------- | ------------- |
| China           | 0-3         | Irán          |
| Indonesia       | 0-1         | Corea del Sur |
| Tailandia       | 1-0         | Birmania      |
| Corea del Norte | 1-1 (4-2 p) | Irak          |

### Semifinales
| Equipo 1        | Resultado | Equipo 2      |
| --------------- | --------- | ------------- |
| Irán            | 3-2       | Tailandia     |
| Corea del Norte | 1-0       | Corea del Sur |

### Tercer lugar
| Equipo 1  | Resultado | Equipo 2      |
| --------- | --------- | ------------- |
| Tailandia | 1-2       | Corea del Sur |

### Final
| Equipo 1 | Resultado | Equipo 2        |
| -------- | --------- | --------------- |
| Irán     | 0-0       | Corea del Norte |

## Campeón
| Campeonato Juvenil de la AFC 1976 | Campeonato Juvenil de la AFC 1976 |
| --------------------------------- | --------------------------------- |
| Bandera de Irán                   | Bandera de Corea del Norte        |
| Irán 4º Título                    | Corea del Norte 1º Título         |